# غاري بارون
غاري بارون (بالإنجليزية: Gary Barone)‏ هو موسيقي أمريكي، ولد في 12 ديسمبر 1941 في ديترويت في الولايات المتحدة.

## وصلات خارجية
- غاري بارون على موقع ميوزك برينز (الإنجليزية)
- غاري بارون على موقع أول ميوزيك (الإنجليزية)
- غاري بارون على موقع ديسكوغز (الإنجليزية)